# 셜러이 샨도르
셜러이 샨도르(헝가리어: Sallai Sándor, 1960년 3월 26일, 허이두-비허르 주 데브레첸 ~)는 헝가리의 전직 축구 선수로, 현역 시절 수비수로 활약했다.

## 경력
그는 1981년에 헝가리 국가대표팀에서 활약하기 시작해 1989년까지 총 55번의 경기에 출전해 1골을 넣었다. 셜러이는 헝가리를 대표로 1982년과 1986년 월드컵에 참가했지만, 두 차례 모두 조별 리그를 넘지 못했다.

## 사생활
그의 조카 셜러이 롤런드도 축구 선수이다.